# Liolaemus tari
Liolaemus tari este o specie de șopârle din genul Liolaemus, familia Tropiduridae, descrisă de Scolaro 1997. Conform Catalogue of Life specia Liolaemus tari nu are subspecii cunoscute.